# Surniculus
Surniculus Lesson, 1830 è un piccolo genere di uccelli cuculiformi della famiglia Cuculidae, a cui appartengono specie dell'Asia tropicale e delle Filippine.

## Tassonomia
Questo genere è suddiviso in quattro specie:
- Surniculus velutinus - Cuculo drongo delle Filippine
- Surniculus lugubris - Cuculo drongo
- Surniculus dicruroides - Cuculo drongo codaforcuta
- Surniculus musschenbroeki - Cuculo drongo delle Molucche[2]